# 시흥군 (1971년 선거구)
시흥군은 대한민국의 옛 국회의원 선거구이다. 당시 경기도 시흥군 지역을 관할했다.

## 역사
제8대 국회의원 선거를 앞두고 시흥군·부천군·옹진군 선거구에서 분리되면서 신설되었다.
제9대 국회의원 선거를 앞두고 부천군·옹진군 선거구와 통합되어 시흥군·부천군·옹진군 선거구를 이루게 되면서 폐지되었다.

## 역대 국회의원
| 선거   | 정당 | 정당   | 의원   |
| ------ | ---- | ------ | ------ |
| 1971년 |      | 신민당 | 이택돈 |

## 역대 선거 결과

### 대한민국 제8대 국회의원 선거
|  | 57.34% |

|  | 40.38% |

|  | 2.26% |